# Листвянка (приток Малой Кети)
Листвянка — река в Енисейском районе Красноярского края России. Устье реки находится в 50 км по левому берегу реки Малая Кеть. Длина реки составляет 29 км.

## Данные водного реестра
По данным государственного водного реестра России относится к Верхнеобскому бассейновому округу, водохозяйственный участок реки — Кеть, речной подбассейн реки — бассейн притоков (Верхней) Оби от Чулыма до Кети. Речной бассейн реки — (Верхняя) Обь до впадения Иртыша.